# Pulau Bahubulu
Pulau Bahubulu är en ö i Indonesien.   Den ligger i provinsen Sulawesi Tenggara, i den centrala delen av landet, 1 700 km öster om huvudstaden Jakarta. Arean är 33 kvadratkilometer.
Terrängen på Pulau Bahubulu är lite kuperad. Öns högsta punkt är 511 meter över havet. Den sträcker sig 6,9 kilometer i nord-sydlig riktning, och 10,0 kilometer i öst-västlig riktning.